# Halalaimus tenuicapitatus
Halalaimus tenuicapitatus är en rundmaskart som beskrevs av Nikolai Nikolaievich Filipjev 1946. Halalaimus tenuicapitatus ingår i släktet Halalaimus och familjen Oxystominidae. Inga underarter finns listade i Catalogue of Life.